# Campeonato Mundial de Halterofilismo de 2018 - Até 73 kg masculino
A categoria até 73 kg masculino foi um evento do Campeonato Mundial de Halterofilismo de 2018, disputado na Arena de Halterofilismo de Asgabade, em Asgabade, no Turquemenistão, entre 2 a 4 de novembro de 2018. 

## Calendário
Horário local (UTC+5)
| Dia           | Horário | Fase    |
| ------------- | ------- | ------- |
| 2 de novembro | 08:00   | Grupo D |
| 3 de novembro | 08:00   | Grupo C |
| 4 de novembro | 10:00   | Grupo B |
| 4 de novembro | 19:55   | Grupo A |

## Medalhistas
| Evento    | Ouro              | Ouro   | Prata                 | Prata  | Bronze                | Bronze |
| --------- | ----------------- | ------ | --------------------- | ------ | --------------------- | ------ |
| Arranque  | Shi Zhiyong (CHN) | 164 kg | Vadzim Likharad (BLR) | 156 kg | Feng Lüdong (CHN)     | 155 kg |
| Arremesso | Shi Zhiyong (CHN) | 196 kg | Won Jeong-sik (KOR)   | 195 kg | Nijat Rahimov (KAZ)   | 190 kg |
| Total     | Shi Zhiyong (CHN) | 360 kg | Won Jeong-sik (KOR)   | 348 kg | Vadzim Likharad (BLR) | 343 kg |

## Recordes
Antes desta competição, o recorde mundial da prova era o seguinte:
| Recorde         | Tipo      | Atleta         | Peso   | Local | Data                  |
| Recorde Mundial | Arranque  | Padrão mundial | 160 kg |       | 1 de novembro de 2018 |
| Recorde Mundial | Arremesso | Padrão mundial | 194 kg |       | 1 de novembro de 2018 |
| Recorde Mundial | Total     | Padrão mundial | 348 kg |       | 1 de novembro de 2018 |

Os seguintes novos recordes foram estabelecidos durante esta competição.
| Arranque  | 161 kg | Shi Zhiyong (CHN)   | Recorde mundial |
| Arranque  | 164 kg | Shi Zhiyong (CHN)   | Recorde mundial |
| Arremesso | 195 kg | Won Jeong-sik (KOR) | Recorde mundial |
| Arremesso | 196 kg | Shi Zhiyong (CHN)   | Recorde mundial |
| Total     | 352 kg | Shi Zhiyong (CHN)   | Recorde mundial |
| Total     | 360 kg | Shi Zhiyong (CHN)   | Recorde mundial |

## Resultado
Os resultados foram os seguintes. 
| Pos.              | Atleta                           | Grupo | Arranque (kg) | Arranque (kg) | Arranque (kg) | Arranque (kg)     | Arremesso (kg) | Arremesso (kg) | Arremesso (kg) | Arremesso (kg)    | Total |
| Pos.              | Atleta                           | Grupo | 1             | 2             | 3             | Resultado         | 1              | 2              | 3              | Resultado         | Total |
| ----------------- | -------------------------------- | ----- | ------------- | ------------- | ------------- | ----------------- | -------------- | -------------- | -------------- | ----------------- | ----- |
| Medalha de ouro   | Shi Zhiyong (CHN)                | A     | 158           | 161           | 164           | Medalha de ouro   | 188            | 196            | —              | Medalha de ouro   | 360   |
| Medalha de prata  | Won Jeong-sik (KOR)              | B     | 145           | 150           | 153           | 6                 | 180            | 190            | 195            | Medalha de prata  | 348   |
| Medalha de bronze | Vadzim Likharad (BLR)            | A     | 151           | 156           | 159           | Medalha de prata  | 180            | 184            | 187            | 5                 | 343   |
| 4                 | Ri Chong-song (PRK)              | A     | 150           | 154           | 155           | 4                 | 182            | 187            | 190            | 4                 | 342   |
| 5                 | O Kang-chol (PRK)                | A     | 148           | 152           | 154           | 5                 | 185            | 185            | 192            | 9                 | 339   |
| 6                 | Briken Calja (ALB)               | A     | 148           | 153           | 157           | 7                 | 181            | 186            | 189            | 7                 | 339   |
| 7                 | Karem Ben Hnia (TUN)             | A     | 146           | 151           | 154           | 10                | 180            | 185            | 186            | 8                 | 337   |
| 8                 | Nijat Rahimov (KAZ)              | A     | 147           | 147           | 152           | 13                | 185            | 190            | —              | Medalha de bronze | 337   |
| 9                 | Bozhidar Andreev (BUL)           | A     | 145           | 150           | 153           | 8                 | 182            | 191            | 191            | 11                | 335   |
| 10                | Clarence Cummings (USA)          | A     | 140           | 145           | 148           | 12                | 181            | 186            | 187            | 6                 | 335   |
| 11                | Sergey Petrov (RUS)              | B     | 143           | 148           | 152           | 9                 | 173            | 178            | 181            | 12                | 333   |
| 12                | Masanori Miyamoto (JPN)          | B     | 141           | 146           | 149           | 11                | 173            | 178            | 182            | 10                | 331   |
| 13                | Feng Lüdong (CHN)                | A     | 155           | 155           | 162           | Medalha de bronze | 175            | 180            | —              | 18                | 330   |
| 14                | Triyatno (INA)                   | B     | 140           | 145           | 148           | 16                | 180            | 187            | 187            | 13                | 325   |
| 15                | David Sánchez (ESP)              | B     | 142           | 142           | 146           | 14                | 172            | 177            | 180            | 16                | 323   |
| 16                | Mahmoud Al-Humayd (KSA)          | B     | 139           | 143           | 145           | 19                | 175            | 180            | 183            | 14                | 323   |
| 17                | Tairat Bunsuk (THA)              | B     | 142           | 145           | 147           | 17                | 177            | 177            | 181            | 17                | 322   |
| 18                | Moustafa Wahid (EGY)             | B     | 139           | 142           | 144           | 18                | 178            | 178            | 182            | 15                | 322   |
| 19                | Hossein Soltani (IRI)            | A     | 142           | 146           | 150           | 15                | 174            | 178            | 180            | 19                | 320   |
| 20                | Rahmat Erwin Abdullah (INA)      | C     | 135           | 140           | 141           | 20                | 162            | 168            | 171            | 22                | 312   |
| 21                | Maksat Meredow (TKM)             | B     | 140           | 140           | 140           | 21                | 170            | 174            | 175            | 24                | 310   |
| 22                | Chuang Sheng-min (TPE)           | C     | 132           | 137           | 140           | 24                | 164            | 168            | 172            | 20                | 309   |
| 23                | Masakazu Ioroi (JPN)             | B     | 135           | 139           | 139           | 31                | 165            | 170            | 170            | 25                | 305   |
| 24                | Jorge Cárdenas (MEX)             | C     | 130           | 135           | 140           | 29                | 160            | 165            | 169            | 26                | 304   |
| 25                | Robert Joachim (GER)             | C     | 128           | 133           | 137           | 32                | 163            | 167            | 171            | 21                | 304   |
| 26                | Petr Petrov (CZE)                | C     | 131           | 134           | 137           | 26                | 162            | 165            | 166            | 28                | 303   |
| 27                | Tim Kring (DEN)                  | B     | 137           | 139           | 140           | 27                | 165            | 170            | 170            | 30                | 302   |
| 28                | Achinta Sheuli (IND)             | D     | 130           | 135           | 135           | 28                | 159            | 163            | 166            | 27                | 301   |
| 29                | Mukhammadkodir Toshtemirov (UZB) | C     | 133           | 138           | 140           | 22                | 156            | 162            | 169            | 31                | 300   |
| 30                | Ramazan İlhan (TUR)              | C     | 134           | 138           | 140           | 23                | 156            | 160            | 164            | 34                | 298   |
| 31                | Jorge Sánchez (PUR)              | C     | 128           | 132           | 132           | 35                | 170            | 175            | 180            | 23                | 298   |
| 32                | Mohammed Qaddoori (IRQ)          | C     | 132           | 136           | 137           | 33                | 165            | 169            | 169            | 29                | 297   |
| 33                | Ahmet Turan Okyay (TUR)          | C     | 131           | 135           | 138           | 30                | 156            | 161            | 167            | 32                | 296   |
| 34                | Marin Robu (MDA)                 | C     | 133           | 137           | 140           | 25                | 158            | 158            | 164            | 35                | 295   |
| 35                | Pasha Ibrahimli (AZE)            | C     | 126           | 131           | 137           | 34                | 150            | 155            | 156            | 36                | 287   |
| 36                | Brandon Wakeling (AUS)           | D     | 115           | 120           | 125           | 36                | 155            | 160            | 165            | 33                | 285   |
| 37                | Fugan Aliyev (AZE)               | D     | 110           | 115           | 118           | 37                | 140            | 147            | 152            | 37                | 270   |
| 38                | Greg Shushu (RSA)                | D     | 117           | 122           | 122           | 38                | 150            | 150            | 156            | 38                | 267   |
| —                 | Arberi Cerciz (ALB)              | B     | 142           | 142           | 142           | —                 | —              | —              | —              | —                 | —     |
| —                 | Francis Luna-Grenier (CAN)       | C     | 130           | 130           | 130           | —                 | —              | —              | —              | —                 | —     |
| —                 | Luis Javier Mosquera (COL)       | B     | —             | —             | —             | —                 | —              | —              | —              | —                 | —     |